# Eugène Lemercier
Pour les articles homonymes, voir Lemercier.
Eugène Victor Lemercier, né le 1er mars 1862 à Paris (6e) et mort le 26 décembre 1939 dans la capitale (13e), est un chansonnier français, auteur de revues, de monologues, de saynètes et de chansons. Il est inhumé au cimetière parisien de Pantin dans la 55e division.

## Publications
- L'Éternel Roman, opérette en un acte, musique de Désiré Dihau, Paris, Concert-Parisien, 27 avril 1895
- Principaux couplets et rondeaux chantés dans Sur la butte, revue montmartroise (1897)
- Autour du moulin, chansons de la Butte, musique dans le texte, par P. Blétry, Désiré Dihau, Émile Galle, L. Dequin, O. Lamart, H. Waiss, Fragson et Eugène Lemercier (1898)
- Vadé le poissard, pièce en 1 acte, avec Raphaël May, Paris, Divan japonais (1901)
- Ne mentez jamais ! précepte en 1 acte, avec couplets facultatifs, Paris, Grévin, 16 juin 1906
- Le Sauveteur, comédie en 1 acte, en vers, Le Touquet, Casino de la Forêt, 11 septembre 1909
- La Lutte pour la gloire, d'après Alexandre Boutique (1913).
- L'Amour fleuriste (1922)
- Les Vieux ont soif (1924)
- Choix de 10 monologues (1927)
- Histoire d'un cerf-volant et d'un parapluie (1928)
- Le Théâtre de Bébé, 12 dialogues en vers pour garçonnets et fillettes (1928)
- Les Deux Bonnes, fantaisie moderne en un acte (1929)
- Du fluide fait de l'hypnotisme, saynète à quatre personnages (1931)
- Tous toqués de la danse ! saynète jouée et dansée à six personnages (1931)
- Le Sosie d'Anatole, comédie en un acte, en vers, pour jeunes gens (1931)
- Le Raseur du cinéma, pochade vécue, en un acte (1931)
- Pour les moins de vingt ans, monologues féminins (1934)
- Le Pauvre de l'Épiphanie, pièce en 1 acte (1939)
- La Tulipe bleue, comédie bouffe en 1 acte en vers (1939)

il enregistra quelques cylindres chez Pathé frères vers 1903 où il chante ses œuvres, puis beaucoup plus tard un disque 25 cm pour la firme Lumen en 1933